# Пертес, Кароль де

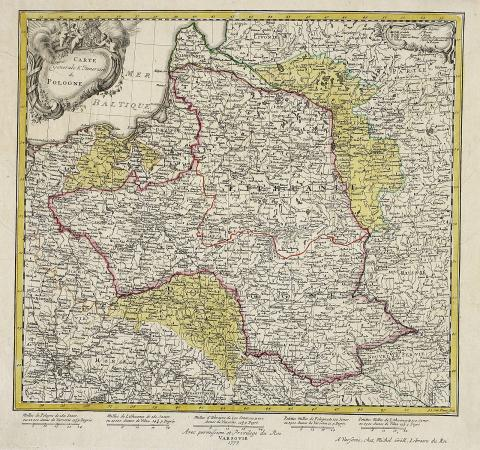
Карта Кароля де Пертеса. Общая карта и дороги Польши (Carte générale et itineraire de Pologne), 1773 г.

Кароль де Пертес (настоящее имя — Герман Шарль де Пертес) (пол. Karol de Perthées; 14 января 1740, Дрезден — 21 ноября 1815, Вильно) — географ при дворе короля Станислава Августа Понятовского (с 1764), самый выдающийся польский военный картограф XVIII века, энтомолог. Полковник королевской армии.

## Биография
Родился в семье французских гугенотов, которые осели в Германии. Служил лейтенантом артиллерии Коронного Королевства Польского. В 1768 году ему было пожаловано дворянство. В конце 1783 году стал полковником королевской армии.
Один из реформаторов польской картографии. Автор ряда карт воеводств Речи Посполитой: сандомирского, люблинского, плоцкого, краковского, Княжества Севежского и Добжинской земли, изданных в Париж в 1791—1792, напечатанной в 1809 в Санкт-Петербурге карты Равского воеводства, а также гидрографической карты Польши (Carte hydrographique de Pologne 1809) и др.
В 1798 переехал на жительство в Вильно, где и умер в 1815 году.
Был похоронен на евангелистском кладбище Вильнюса (упразднённом в 1974 году и превращённом в городской парк).
Первые его карты (1766), возможно, сгорели во время пожара в Королевском замке. Вторые (1768), не были возвращены Польше после реставрации картографами СССР. Примерно одна треть карт Пертеса с 1939 года хранится в картографическом собрании Национальной библиотеки Польши.